# Werkbahnen von Luminant
Die Werkbahnen des texanische Energieunternehmen Luminant, früher TXU Corporation beliefern drei Kraftwerken mit Kohle. Zwischen 1976 und 2011 wurden zwei Strecken mittels Oberleitung und Elektrolokomotiven betrieben.

## Geschichte
1974 stellte das Unternehmen Texas Utility Corporation den ersten Block des Kraftwerkes Monticello fertig. 1975 folgte der zweite und 1978 der dritte Block. Die Kohleversorgung erfolgte aus unternehmenseigenen Braunkohlegruben in der Umgebung. Die Gesellschaft errichtete eine Bahnstrecke zu den nördlich des Kraftwerkes gelegenen Gruben South und North Winfield sowie nach Süden zur Bahnstrecke Pittsburg-Sulphur Springs der Katy (heute KCS). Von dort besteht eine Verbindung zur westlich gelegenen Mine Thermo. Die Strecke hat eine Gesamtlänge von 30 Kilometer.
In den Jahren 1977 bis 1979 wurden die drei Blöcke des 85 Kilometer südlich gelegenen Kraftwerkes Martin Lake fertiggestellt. Auch bei diesem Kraftwerk wurde zur Versorgung mit Braunkohle eine Bahnstrecke errichtet. Diese erstreckt sich rund 21 Kilometer nach Osten zur Oak Hill-Grube und nach Osten zu den Gruben Beckville und Tatum. In Martin Lake Junction wird die Bahnstrecke der heutigen BNSF Railway kreuzungsfrei überquert und eine Verbindungskurve erstellt.
Die Bahnstrecken erhielten eine Oberleitungs-Elektrifizierung mit 25 kV und 60-Hz-Einphasen-Wechselstrom. Die Stromversorgung erfolgte aus den belieferten Kraftwerken. Für den Betrieb erwarb die Gesellschaft sieben Elektrolokomotiven vom Typ E25B von General Electric. Die thyristor-gesteuerten Lokomotiven hatten eine Leistung von 5.400 kW. Drei Lokomotiven (Nr. 2304–2306) wurden auf der Monticello-Strecke und vier (Nr. 3301–3304) auf der Martin Lake-Strecke eingesetzt. Die ersten fünf Lokomotiven wurden im Mai 1976 und die übrigen beiden im Dezember 1978 und im Februar 1979 geliefert.
Daneben waren auf der Monticello-Strecke zwei GE U 18 B (Nr. 101, 102) GE U 23 B (Nr. 103) im Einsatz. Sie dienten unter anderem zum Abtransport der Asche, da diese Züge die elektrifizierten Strecken verließen. Die U 18 B erwiesen sich zu schwach und wurden gegen gebrauchte U23 B eingetauscht. Im Laufe der Zeit erwarb die Gesellschaft weitere gebrauchte  U28 B. Vier Lokomotiven, zwei Lokomotiven der Lehigh Valley Railroad und zwei Lokomotiven der Missouri Pacific Railroad, waren in Monticello und fünf, die drei ursprünglich erworbenen sowie zwei Lokomotiven der Lehigh Valley, waren am Martin Lake im Einsatz. 1979 und 1981 erwarb TXU für die Martin-Lake-Strecke außerdem zwei GE B23-7.
Als Ersatz für die E25B erwarb die Gesellschaft im April 1999 von der Ferrocarriles Nacionales de México (NdeM) drei Lokomotiven GE E60C im fast neuwertigen Zustand.
Auf Grund von Abgasvorschriften in Texas war der Kraftwerksbetreiber gezwungen, den Einsatz der Braunkohle zu reduzieren. Deshalb begann man ab 1996 Steinkohle aus dem Powder River Basin im Kraftwerk Monticello zuzumischen. Die Kohlezüge aus diesem Gebiet wurden als Ganzzüge direkt dieselbetrieben bis zum Kraftwerk gefahren. Ab dem Jahr 2000 begann man auch im Kraftwerk Martin Lake Steinkohle beizumengen. 2011 dort wurde eine neue 6,4 Kilometer lange Verbindungsstrecke gebaut, um die Durchfahrt der Kohlezüge zu verbessern.
Die Einführung der Ganzzüge hatte auch Auswirkungen auf das Betriebsregime. Die Züge aus den umliegenden Gruben bestanden regelmäßig aus rund 25 Wagen die im Wendezugbetrieb gefahren wurden. Dies war notwendig, da die Oberleitung nicht unter die Beladetürme reichte. Die Kohlezüge aus dem Powder River Basin sind in der Regel sechsmal länger. Das Entladen dieser langen Züge bei der gleichzeitigen kontinuierlichen Belieferung mit der heimischen Kohle musste koordiniert werden. Außerdem waren die Betriebsanlagen an die längeren Züge anzupassen.
Im Laufe der Zeit erwies sich deshalb der elektrische Zugbetrieb als immer unwirtschaftlicher. Vor allem die Materialbeschaffung für die E60C wurde immer schwieriger und die Unterhaltung der Oberleitung immer teurer. Luminant entschied deshalb Anfang 2011 den elektrischen Zugbetrieb auf der Strecke am Martins Lake einzustellen. Das Unternehmen ersetzte die Elektrolokomotiven durch gebrauchte EMD SD50. Ende der 2010er Jahre war bereits der elektrische Zugbetrieb auf der Monticello-Strecke eingestellt worden.
Eine weitere 20 Kilometer lange Bahnstrecke wurde 2009 errichtet, um das Kraftwerk Oak Grove ab 2010 mit Kohle aus der Grube Kosse zu versorgen. Der Betrieb erfolgt mit Diesellokomotiven. Seit Herbst 2013 werden auf dieser Strecke zwei Lokomotiven der Bauart EMD SD70ACe eingesetzt. Die Lokomotiven erhalten die Nummern 5308 und 5309 mit dem AAR-Haltercode „TUGX“.